# Econprogress BV 16/1800
Die Serienfrachtschiffsentwürfe Econprogress BV 1600, BV 1800, BV 1800S und BV 1900 des Bremer Vulkan sind Containerschiffstypen mit einer Kapazität von rund 1600 bis 1900 TEU.

## Geschichte
Der Bremer Vulkan entwickelte auf Anfrage deutscher Reeder aus dem Kundenkreis der Werft zunächst die beiden Typen BV 1600 und BV 1800. Diese fragten Mitte der 1980er Jahre nach einem Containerschiffsentwurf für langfristige Vercharterung an die Linienreederei Compagnie Maritime d´Affrètement (CMA) aus Marseille. Grundlage des Entwurfs war der kleinere Schiffstyp Econprogress BV 1000. Um auch größere Stückzahlen des erfolgreichen Schiffstyps anbieten zu können, wurden zahlreiche Schiffe der Serie auf der Bremerhavener Schichau-Seebeckwerft gebaut.

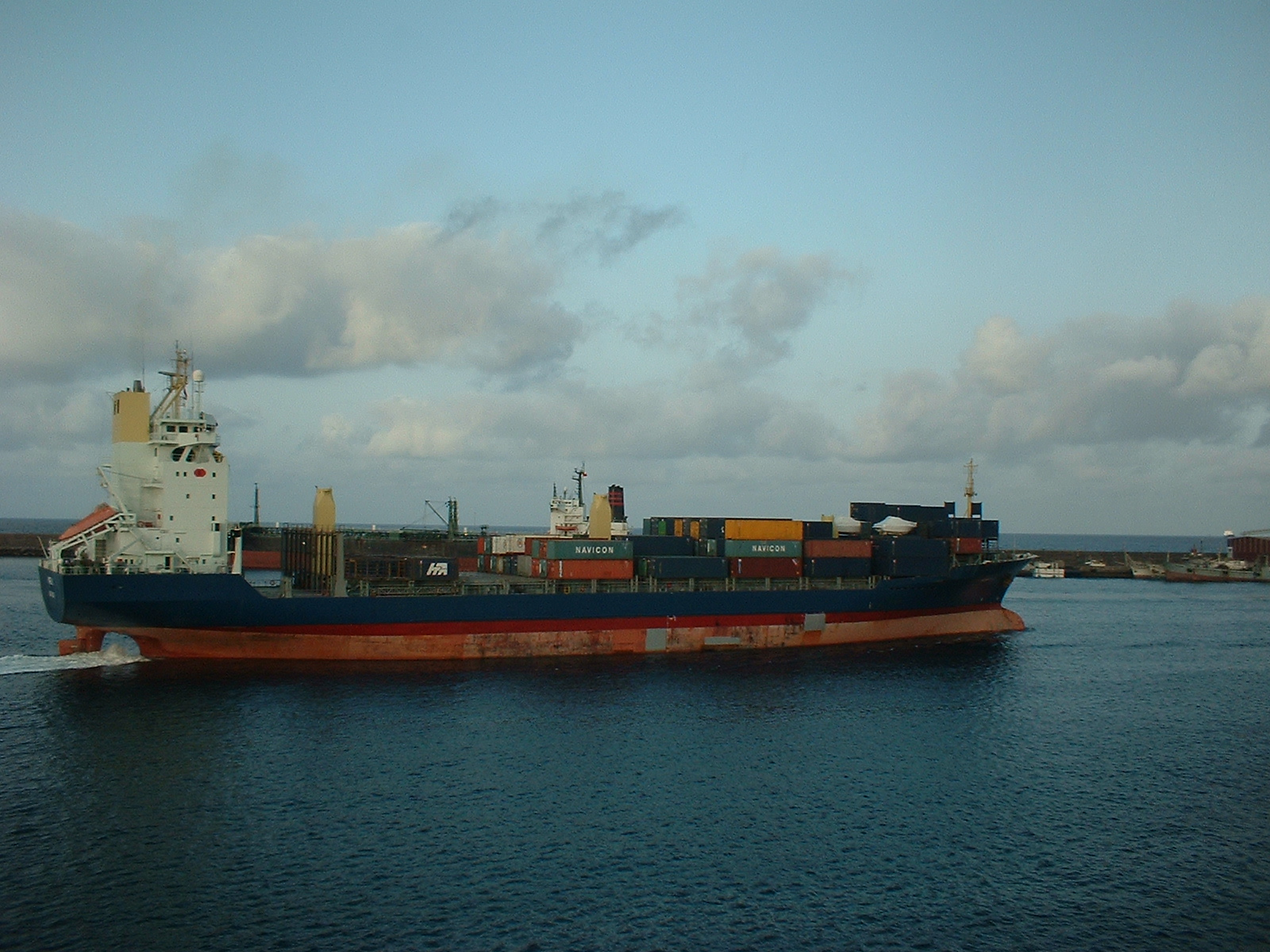
Die Maren S verlässt den Hafen von Las Palmas

Hergestellt wurden die BV-1600-  und BV-1800-Baureihen in den Jahren 1986 bis 1995 in 30 Einheiten, 18 beim Bremer Vulkan und zwölf bei SSW. Eingesetzt wurden die Schiffe vorwiegend in der weltweiten Linienfahrt der CMA, aber auch andere Linienreedereien setzten den Schiffstyp ein. Die einzelnen Schiffe sind je nach Version durch die Länge, Motoren mit 6800 bis 12.180 kW Leistung, die Ausrüstung mit Kränen oder deren Vorbereitung und anderen Besonderheiten auf den jeweiligen Einsatz abgestimmt. Auf der Basis des kürzeren Typs BV 1600 wurde später der Typ BV 1700 mit erhöhter Zahl an Stellplätzen abgeleitet und aus dem längeren Typs BV 1800 wurden die nochmals leistungsfähigeren Typen BV 1800S und BV 1900 entwickelt. Von den Typen BV 1700 und BV 1900 entstanden zwischen 1995 und 1997 vier Einheiten auf der MTW-Werft in Wismar.
In der Baureihe wurden verschiedene Komponenten des parallel laufenden Forschungsprogramms Schiff der Zukunft verwirklicht.
Bemerkenswert innerhalb der Serie ist eine Reihe von Einheiten, die in den Jahren 1992 bis 1995 für die Reederei Contship abgeliefert wurden. Sie erhielten jeweils einen einheitlich einfarbigen Überwasseranstrich, der auch die Aufbauten, Masten, Kräne usw. umfasste. So wurde die Farbgebung der Contship Singapore komplett gelb, die der Contship Germany komplett pink und die der Contship Italy komplett türkis gestaltet.

## Die Schiffe (Auswahl)
| Econprogress BV 16/1800 | Econprogress BV 16/1800 | Econprogress BV 16/1800 | Econprogress BV 16/1800 | Econprogress BV 16/1800 | Econprogress BV 16/1800                                            | Econprogress BV 16/1800 |
| Bauname                 | Ausführung              | Bauwerft/ Baunummer     | IMO- Nummer             | Ablieferung             | Auftraggeber                                                       | Umbenennungen und Verbleib |
| ----------------------- | ----------------------- | ----------------------- | ----------------------- | ----------------------- | ------------------------------------------------------------------ | --- |
| Ville De Jupiter        | BV 1600                 | Schichau Seebeck/1070   | 8513780                 | 1986                    | Reederei H. & R. Schepers Conti & Schepers Schiffahrtsgesellschaft | 1991 Waterdam, 1991 Koala Success, 1992 Contship Success, 1994 Buxwind, 1994 CSAV Rupanco, 1996 CSAV Rio De La Plata, 1996 Karin S, 2001 WEC Rotterdam, 2003 Karin S, 2003 Catalina del Mar, ab 5. November 2009 in Alang verschrottet                                               |
| Ville De Mercure        | BV 1600                 | Bremer Vulkan/1071      | 8513792                 | 1986                    | Reederei Schepers, Elsfleth                                        | 1991 Hyundai Riviera, 1991 Ville De Mercure, 1992 Red Sea Enfant, 1992 CMB Medal, 1996 Yolande Delmas, 1997 Maren S, 1998 Nordana Challenger, 2001 Egoli Star 2, 2002 Maren S, 2003 Teresa Del Mar, 2010 Maria, ab 24. Dezember 2012 in Alang verschrottet                           |
| Ville De Pluton         | BV 1600                 | Bremer Vulkan/1074      | 8513807                 | 1986                    | NSB Niederelbe Schiffahrt Reederei Unterelbe                       | 1991 Red Sea Endurance, 1992 CMB Melody, 1996 Buxmaster, 1998 WEC Rotterdam, 2001 Buxmaster, 2001 Cotonou Star, 2002 Buxmaster, 2004 WAL Ulanga, 2004 Delmas Ango, 2005 Buxmaster, ab 26. Januar 2012 in Alang verschrottet                                                          |
| Ville De Venus          | BV 1800                 | Bremer Vulkan/1082      | 8708531                 | 1988                    | Norddeutsche Reederei H. Schuldt                                   | 1993 Troyburg, 1994 Deppe Florida, 1996 NOL Koi, 1998 Troyburg, 1998 MSC Callao, 2002 Troyburg, 2012 Royburg, ab 8. Mai 2012 bei Attar Construction in Mumbai verschrottet |
| Contship Barcelona      | BV 1600                 | Bremer Vulkan/1089      | 9008536                 | 1991                    | Contship Holdings N.V.                                             | 1996 Contship Barcelona, 1996 Conti Barcelona, 1997 New York Express, 1998 Conti Barcelona, 1999 Maersk Batavia, 2001 Conti Barcelona, 2001 Tiger Speed, 2001 Conti Barcelona, 2010 Da Xin Hua Ri Zhao, 2014 Jin Yuan He, ab 31. Januar 2024 in Chittagong verschrottet              |
| Contship Asia           | BV 1600                 | Bremer Vulkan/1079      | 9053244                 | 1993                    | NSB Niederelbe Schiffahrt Conti Zweite Cristallo Schiffahrt        | 1998 Conti Asia, 2012 Asia, ab 15. Oktober 2012 in Alang verschrottet |
| Helene J                | BV 1900                 | MTW Schiffswerft/?      | 9138238                 | 1997                    | Reederei Jüngerhans Astor Schifffahrtsgesellschaft                 | 1997 Antares, 1997 TNX Sprint, 1998 Maersk Manzanillo, 1999 Fesco Express, 2000 Helene J, 2002 ANL Oryx, 2003 Helene J, 2005 Clan Praetorian, 2007 Helene J, 2007 CMA CGM Montenegro, 2011 Helene J, 2015 Pacific Star, 2018 TCI Express, so 2024 in Fahrt                           |
| Klaus J                 | BV 1900                 | MTW Schiffswerft/394    | 9138240                 | 1997                    | Reederei Jüngerhans Astor Schifffahrtsgesellschaft                 | 1997 Aldebaren, 1997 Aldebaran, 1997 TNX Express, 1998 Maersk San Antonio, 1999 Irma Delmas, 2002 Klaus J, 2002 City of Stuttgart, 2005 Klaus J, 2009 ACX Plumeria, 2009 ACX Salvia, 2010 Klaus J, 2015 Atlantic Star, 2019 Atla Star, ab 19. Januar 2019 in Chittagong verschrottet |
| Daten: Equasis          |                         |                         |                         |                         |                                                                    | |